# Rambeslut

Europeiska flaggan

Ett rambeslut är en typ av bindande rättsakt som tidigare kunde antas av Europeiska unionens institutioner. Rättsakten användes för att utfärda europeiska ramlagar för att harmonisera de nationella lagstiftningarna inom unionen i frågor som rörde polissamarbete och straffrättsligt samarbete. Även om sådana rättsakter inte längre kan antas består rättsverkan för tidigare antagna rambeslut till dess att de upphävs eller ersätts.
De fortfarande gällande rambesluten liknar direktiv; de är bindande för unionens medlemsstater med avseende på det resultat som ska uppnås, men överlåter åt de nationella myndigheterna att bestämma form och tillvägagångssätt för genomförandet. De saknar dock under alla omständigheter direkt effekt, och kan således inte åberopas av enskilda inför en nationell domstol likt en nationell lag.
Rambeslut inrättades som en typ av rättsakt genom Amsterdamfördraget, som trädde i kraft den 1 maj 1999, och ersatte den tidigare typen av rättsakt gemensam åtgärd, som hade inrättats genom Maastrichtfördraget den 1 november 1993. Genom Lissabonfördraget, som trädde i kraft den 1 december 2009, överfördes polissamarbete och straffrättsligt samarbete till överstatlig nivå och möjligheten att anta rambeslut upphörde. Sedan dess har många rambeslut ändrats, upphävts eller ersatts av direktiv eller, i vissa fall, förordningar, medan andra fortfarande är i kraft i oförändrad form.

## Rättslig form och grund
Den rättsliga formen för rambeslut reglerades ursprungligen av artikel 34.2 i fördraget om Europeiska unionen:
| ”                                                                                         | Rådet skall på lämpligt sätt och enligt den ordning som anges i denna avdelning vidta åtgärder och främja samarbete som bidrar till att unionens mål uppnås. För detta ändamål får rådet genom enhälligt beslut på initiativ av en medlemsstat eller kommissionen (...) b) fatta rambeslut om tillnärmning av medlemsstaternas lagar och andra författningar. Rambesluten skall vara bindande för medlemsstaterna när det gäller de resultat som skall uppnås men skall överlåta åt de nationella myndigheterna att bestämma form och tillvägagångssätt; de skall inte ha direkt effekt, (...) | „ |
| – Artikel 34.2 i fördraget om Europeiska unionen efter Amsterdamfördragets ikraftträdande | |   |

Även om denna artikel upphävdes genom Lissabonfördraget den 1 december 2009 består rättsverkan enligt denna bestämmelse för tidigare antagna rambeslut. I likhet med direktiv är de fortfarande gällande rambesluten således endast bindande för unionens medlemsstater och enbart med avseende på det resultat som ska uppnås. Till skillnad från direktiv saknar dock rambesluten under alla omständigheter direkt effekt.
Rambeslut antogs av Europeiska unionens råd med enhällighet på initiativ av en medlemsstat eller Europeiska kommissionen och efter samråd med Europaparlamentet.

## Utformning
De fortfarande gällande rambesluten är utformade enligt vissa gemensamma bestämmelser för rättsakter. Ett rambeslut består av tre delar: ingressen, artikeldelen och eventuella bilagor. Artikeldelen utgör den normativa delen av rättsakten och är uppdelad i artiklar. Till skillnad från direktiv och beslut innehåller rambesluten ingen avslutande artikel som fastställer till vem eller vilka de riktar sig eftersom rambesluten alltid riktar sig till medlemsstaterna.

## Ikraftträdande och genomförande
De sista rambesluten antogs den 30 november 2009, dagen innan Lissabonfördraget trädde i kraft. Ett rambeslut trädde i kraft den dag som angavs i rättsakten, i regel samma dag som dess offentliggörande i Europeiska unionens officiella tidning. EG-domstolen var behörig att granska lagenligheten av ett rambeslut om en medlemsstat eller Europeiska kommissionen väckte talan om ogiltigförklaring inom två månader från den dag då rambeslutet hade offentliggjorts.
Medlemsstaterna var förpliktade att sätta i kraft de lagar och andra författningar som var nödvändiga för att genomföra ett rambeslut. Varje rambeslut fastställde den tidsfrist inom vilken medlemsstaterna var tvungna att ha vidtagit alla nödvändiga genomförandeåtgärder. I regel var denna tidsfrist minst ett år. Alla genomförandebestämmelser var tvungna att innehålla en hänvisning, eller åtföljas av en hänvisning, till rambeslutet. Medlemsstaterna skulle underrätta Europeiska unionens råd och kommissionen om de genomförandeåtgärder de vidtog och överlämna texten till alla genomförandebestämmelser till rådet och kommissionen.

## Rättsverkan
De fortfarande gällande rambesluten är endast rättsligt bindande för medlemsstaterna. De saknar direkt tillämplighet och deras bestämmelser har därför först behövt införlivas av medlemsstaterna i deras nationella lagstiftningar för att få full rättsverkan. Rambeslut saknar även direkt effekt och kan därför inte åberopas av enskilda inför en nationell domstol likt en nationell lag. Till skillnad från direktiv saknar ett rambeslut direkt effekt även om det inte har införlivats korrekt av en medlemsstat. Däremot kan ett rambeslut ha indirekt effekt enligt EU-domstolens rättspraxis.

### Institutionernas befogenheter i förhållande till rambeslut
Europeiska kommissionen och EG-domstolen hade ursprungligen begränsade befogenheter i förhållande till rambeslut. Kommissionen saknade möjlighet att väcka talan om fördragsbrott vid EG-domstolen mot en medlemsstat som inte införlivade ett rambeslut korrekt. EG-domstolen var endast behörig att avgöra tvister mellan medlemsstaterna om tolkningen eller tillämpningen av rambeslut som inte kunde lösas av Europeiska unionens råd inom sex månader. EG-domstolen saknade även behörighet att meddela förhandsavgöranden om giltigheten och tolkningen av rambeslut på begäran av en nationell domstol, utom i de medlemsstater som hade medgett detta genom en särskild förklaring. Samtliga dåvarande medlemsstater utom Danmark, Frankrike, Irland och Storbritannien avgav dock sådana förklaringar i samband med Amsterdamfördragets ikraftträdande. Senare avgav även Frankrike samt Cypern, Lettland, Litauen, Rumänien, Slovenien, Tjeckien och Ungern sådana förklaringar. Bulgarien, Estland, Malta, Polen och Slovakien avgav däremot inga sådana förklaringar efter att de hade anslutit sig till unionen.
Genom Lissabonfördraget, som trädde i kraft den 1 december 2009, upphörde möjligheten för Europeiska unionens råd att anta rambeslut. De tidigare antagna rambesluten fortsatte dock att gälla. Under en övergångsperiod på fem år fortsatte kommissionen och EU-domstolen att ha begränsade befogenheter i förhållande till rambeslut, såvida inte ett rambeslut ändrades. Vid övergångsperiodens slut den 1 december 2014 upphörde dessa övergångsbestämmelser och därmed fick kommissionen och EU-domstolen samma befogenheter i förhållande till de fortfarande gällande rambesluten som till andra rättsakter. På grund av en särskild undantagsklausul hade Storbritannien möjlighet att utträda ur de rambeslut som landet inte längre ville omfattas av på grund av institutionernas utökade befogenheter.
I en särskild förklaring som fogades till Lissabonfördraget uppmanade den regeringskonferens som antog fördraget att unionens institutioner skulle sträva efter att i lämpliga fall ändra eller ersätta de fortfarande gällande rambesluten under den femåriga övergångsperioden. En del rambeslut har sedan dess ändrats, upphävts eller ersatts, men många är fortfarande i kraft.

## Lista över rambeslut
Nedan anges en fullständig förteckning över de rambeslut som antogs av Europeiska unionens råd mellan Amsterdamfördragets ikraftträdande den 1 maj 1999 och Lissabonfördragets ikraftträdande den 1 december 2009.
| Rambeslut | Datum för antagande | Datum för införlivande | Datum för upphävande | Ersatt av |
| --- | ------------------- | ---------------------- | -------------------- | --- |
| Rådets rambeslut av den 29 maj 2000 om förstärkning av skyddet mot förfalskning i samband med införandet av euron genom straffrättsliga och andra påföljder | 2000-05-29          | 2001-05-29             | 2014-05-22           | Europaparlamentets och rådets direktiv 2014/62/EU av den 15 maj 2014 om straffrättsligt skydd av euron och andra valutor mot penningförfalskning och om ersättande av rådets rambeslut 2000/383/RIF |
| Rådets rambeslut av den 15 mars 2001 om brottsoffrets ställning i straffrättsliga förfaranden | 2001-03-15          | 2002-03-22             | 2012-11-16           | Europaparlamentets och rådets direktiv 2012/29/EU av den 25 oktober 2012 om fastställande av miniminormer för brottsoffers rättigheter och för stöd till och skydd av dem samt om ersättande av rådets rambeslut 2001/220/RIF |
| Rådets rambeslut av den 28 maj 2001 om bekämpning av bedrägeri och förfalskning som rör andra betalningsmedel än kontanter | 2001-05-28          | 2003-06-02             | 2019-05-30           | Europaparlamentets och rådets direktiv (EU) 2019/713 av den 17 april 2019 om bekämpande av bedrägeri och förfalskning som rör andra betalningsmedel än kontanter och om ersättande av rådets rambeslut 2001/413/RIF |
| Rådets rambeslut av den 26 juni 2001 om penningtvätt, identifiering, spårande, spärrande, beslag och förverkande av hjälpmedel till och vinning av brott | 2001-06-26          | 2002-12-31             |                      | Fortfarande i kraft |
| Rådets rambeslut av den 6 december 2001 om ändring av rådets rambeslut 2000/383/RIF om förstärkning av skyddet mot förfalskning i samband med införandet av euron genom straffrättsliga och andra påföljder | 2001-12-06          | 2002-12-31             | 2014-05-22           | Europaparlamentets och rådets direktiv 2014/62/EU av den 15 maj 2014 om straffrättsligt skydd av euron och andra valutor mot penningförfalskning och om ersättande av rådets rambeslut 2000/383/RIF |
| Rådets rambeslut av den 13 juni 2002 om en europeisk arresteringsorder och överlämnande mellan medlemsstaterna | 2002-06-13          | 2003-12-31             |                      | Fortfarande i kraft |
| Rådets rambeslut av den 13 juni 2002 om bekämpande av terrorism | 2002-06-13          | 2002-12-31             | 2017-04-20           | Europaparlamentets och rådets direktiv (EU) 2017/541 av den 15 mars 2017 om bekämpande av terrorism, om ersättande av rådets rambeslut 2002/475/RIF och om ändring av rådets beslut 2005/671/RIF |
| Rådets rambeslut av den 13 juni 2002 om gemensamma utredningsgrupper | 2002-06-13          | 2003-01-01             |                      | Fortfarande i kraft |
| Rådets rambeslut av den 19 juli 2002 om bekämpande av människohandel | 2002-07-19          | 2004-08-01             | 2011-04-15           | Europaparlamentets och rådets direktiv 2011/36/EU av den 5 april 2011 om förebyggande och bekämpande av människohandel, om skydd av dess offer och om ersättande av rådets rambeslut 2002/629/RIF |
| Rådets rambeslut av den 28 november 2002 om förstärkning av den straffrättsliga ramen för att förhindra hjälp till olaglig inresa, transitering och vistelse | 2002-11-28          | 2004-12-05             |                      | Fortfarande i kraft |
| Rådets rambeslut 2003/80/RIF av den 27 januari 2003 om skydd för miljön genom straffrättsliga bestämmelser | 2003-01-27          | (2005-01-27)           | 2004-08-01           | Upphävt av EG-domstolen efter talan om ogiltigförklaring väckt av Europeiska kommissionen |
| Rådets rambeslut 2003/568/RIF av den 22 juli 2003 om kampen mot korruption inom den privata sektorn | 2003-07-22          | 2005-07-22             |                      | Fortfarande i kraft |
| Rådets rambeslut 2003/577/RIF av den 22 juli 2003 om verkställighet i Europeiska unionen av beslut om frysning av egendom eller bevismaterial | 2003-07-22          | 2005-08-02             | 2020-12-19           | Europaparlamentets och rådets förordning (EU) 2018/1805 av den 14 november 2018 om ömsesidigt erkännande av beslut om frysning och beslut om förverkande |
| Rådets rambeslut 2004/68/RIF av den 22 december 2003 om bekämpande av sexuellt utnyttjande av barn och barnpornografi | 2003-12-22          | 2006-01-20             | 2011-12-14           | Europaparlamentets och rådets direktiv 2011/93/EU av den 13 december 2011 om bekämpande av sexuella övergrepp mot barn, sexuell exploatering av barn och barnpornografi samt om ersättande av rådets rambeslut 2004/68/RIF |
| Rådets rambeslut 2004/757/RIF av den 25 oktober 2004 om minimibestämmelser för brottsrekvisit och påföljder för olaglig narkotikahandel | 2004-10-25          | 2006-05-12             |                      | Fortfarande i kraft |
| Rådets rambeslut 2005/212/RIF av den 24 februari 2005 om förverkande av vinning, hjälpmedel och egendom som härrör från brott | 2005-02-24          | 2007-03-15             |                      | Fortfarande i kraft |
| Rådets rambeslut 2005/214/RIF av den 24 februari 2005 om tillämpning av principen om ömsesidigt erkännande på bötesstraff | 2005-02-24          | 2007-03-22             |                      | Fortfarande i kraft |
| Rådets rambeslut 2005/222/RIF av den 24 februari 2005 om angrepp mot informationssystem | 2005-02-24          | 2007-03-16             | 2013-09-03           | Europaparlamentets och rådets direktiv 2013/40/EU av den 12 augusti 2013 om angrepp mot informationssystem och om ersättande av rådets rambeslut 2005/222/RIF |
| Rådets rambeslut 2005/667/RIF av den 12 juli 2005 om förstärkning av det straffrättsliga regelverket för bekämpande av föroreningar orsakade av fartyg | 2005-07-12          | 2007-01-12             | 2007-10-23           | Upphävt av EG-domstolen efter talan om ogiltigförklaring väckt av Europeiska kommissionen |
| Rådets rambeslut 2006/783/RIF av den 6 oktober 2006 om tillämpning av principen om ömsesidigt erkännande på beslut om förverkande | 2006-10-06          | 2008-11-24             | 2020-12-19           | Europaparlamentets och rådets förordning (EU) 2018/1805 av den 14 november 2018 om ömsesidigt erkännande av beslut om frysning och beslut om förverkande |
| Rådets rambeslut 2006/960/RIF av den 18 december 2006 om förenklat informations- och underrättelseutbyte mellan de brottsbekämpande myndigheterna i Europeiska unionens medlemsstater | 2006-12-18          | 2008-12-19             | 2024-12-12           | Europaparlamentets och rådets direktiv (EU) 2023/977 av den 10 maj 2023 om informationsutbyte mellan medlemsstaternas brottsbekämpande myndigheter och om upphävande av rådets rambeslut 2006/960/RIF |
| Rådets rambeslut 2008/675/RIF av den 24 juli 2008 om beaktande av fällande domar avkunnade i Europeiska unionens medlemsstater vid ett nytt brottmålsförfarande i en medlemsstat | 2008-07-24          | 2010-08-15             |                      | Fortfarande i kraft |
| Rådets rambeslut 2008/841/RIF av den 24 oktober 2008 om kampen mot organiserad brottslighet | 2008-10-24          | 2010-05-11             |                      | Fortfarande i kraft |
| Rådets rambeslut 2008/909/RIF av den 27 november 2008 om tillämpning av principen om ömsesidigt erkännande på brottmålsdomar avseende fängelse eller andra frihetsberövande åtgärder i syfte att verkställa dessa inom Europeiska unionen | 2008-11-27          | 2011-12-05             |                      | Fortfarande i kraft |
| Rådets rambeslut 2008/947/RIF av den 27 november 2008 om tillämpning av principen om ömsesidigt erkännande på domar och övervakningsbeslut i syfte att övervaka alternativa påföljder och övervakningsåtgärder | 2008-11-27          | 2011-12-06             |                      | Fortfarande i kraft |
| Rådets rambeslut 2008/977/RIF av den 27 november 2008 om skydd av personuppgifter som behandlas inom ramen för polissamarbete och straffrättsligt samarbete | 2008-11-27          | 2010-11-27             | 2018-05-06           | Europaparlamentets och rådets direktiv (EU) 2016/680 av den 27 april 2016 om skydd för fysiska personer med avseende på behöriga myndigheters behandling av personuppgifter för att förebygga, förhindra, utreda, avslöja eller lagföra brott eller verkställa straffrättsliga påföljder, och det fria flödet av sådana uppgifter och om upphävande av rådets rambeslut 2008/977/RIF |
| Rådets rambeslut 2008/913/RIF av den 28 november 2008 om bekämpande av vissa former av och uttryck för rasism och främlingsfientlighet enligt strafflagstiftningen | 2008-11-28          | 2010-11-28             |                      | Fortfarande i kraft |
| Rådets rambeslut 2008/919/RIF av den 28 november 2008 om ändring av rambeslut 2002/475/RIF om bekämpande av terrorism | 2008-11-28          | 2010-12-09             | 2017-04-20           | Europaparlamentets och rådets direktiv (EU) 2017/541 av den 15 mars 2017 om bekämpande av terrorism, om ersättande av rådets rambeslut 2002/475/RIF och om ändring av rådets beslut 2005/671/RIF |
| Rådets rambeslut 2008/978/RIF av den 18 december 2008 om en europeisk bevisinhämtningsorder för att inhämta föremål, handlingar eller uppgifter som ska användas i straffrättsliga förfaranden | 2008-12-18          | 2011-01-19             | 2016-02-22           | Europaparlamentets och rådets förordning (EU) 2016/95 av den 20 januari 2016 om upphävande av vissa akter på området för polissamarbete och straffrättsligt samarbete |
| Rådets rambeslut 2009/299/RIF av den 26 februari 2009 om ändring av rambesluten 2002/584/RIF, 2005/214/RIF, 2006/783/RIF, 2008/909/RIF och 2008/947/RIF och om stärkande av medborgarnas processuella rättigheter och främjande av tillämpningen av principen om ömsesidigt erkännande på ett avgörande när den berörda personen inte var personligen närvarande vid förhandlingen | 2009-02-26          | 2011-03-28             |                      | Fortfarande i kraft |
| Rådets rambeslut 2009/315/RIF av den 26 februari 2009 om organisationen av medlemsstaternas utbyte av uppgifter ur kriminalregistret och uppgifternas innehåll | 2009-02-26          | 2012-04-27             |                      | Fortfarande i kraft |
| Rådets rambeslut 2009/829/RIF av den 23 oktober 2009 om tillämpning mellan Europeiska unionens medlemsstater av principen om ömsesidigt erkännande på beslut om övervakningsåtgärder som ett alternativ till tillfälligt frihetsberövande | 2009-10-23          | 2012-12-01             |                      | Fortfarande i kraft |
| Rådets rambeslut 2009/905/RIF av den 30 november 2009 om ackreditering av tillhandahållare av kriminaltekniska tjänster som utför laboratorieverksamhet | 2009-11-30          | 2013-11-30             |                      | Fortfarande i kraft |
| Rådets rambeslut 2009/948/RIF av den 30 november 2009 om förebyggande och lösning av tvister om utövande av jurisdiktion i straffrättsliga förfaranden | 2009-11-30          | 2012-06-15             |                      | Fortfarande i kraft |